# Margareta af Vätö
Margareta af Vätö var en tvåmastad  brigg som byggdes kring 1874 och sjönk i en hård storm den 14 december 1898 på sin hemresa från Lubeck. Margareta fungerade som ett mindre fraktfartyg för olika transporter över Östersjön. Vraket ligger på max tio meters djup utanför Brännskärs norra strand i Konabbsfjärden och strax öster om Torö i Stockholms södra skärgård. 

## Fartyget
Briggen Margareta byggdes på Vätö varv i Roslagen och byggmästaren som anlitades hette N. P. Björk. Han hade två timmermän som medarbetare när segelskutan uppfördes och hon riggades med två master, längden blev 34 meter och bredden 8,5 meter. Skrovet som byggdes på kravell fick en plan akterspegel och en utfallande förstäv. Beställare och huvudägare var Anders Ahlström, en bonde i Söder-Marum och troligen lät han uppkalla skeppet efter sin hustru Margareta. Skeppet ansågs dock till en början ha varit en dålig affär, virket som levererades var av usel kvalité och redan på stapelbädden överläts hon 1879 till Erik Andersson, en hemmansägare i Överlöpe. Margareta blev därefter tvungen att genomgå en större reparation 1880 och hon drevades om 1891. Andersson kvarstod som hennes redare och huvudägare fram till förlisningen sju år senare. Ytterligare tre man hade en varsin sjättedel och skeppets kapten Per Andersson ägde en tolftedel. Besättningen uppges ha varit cirka tio man.

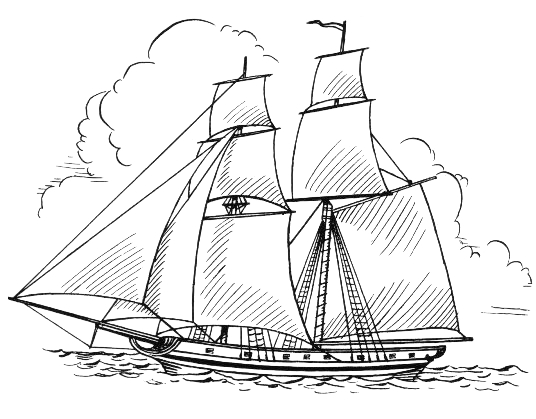
Ett exempel på hur en tvåmastad brigg såg ut. Okänt skepp tecknat av Pearson Scott Foresman.

## Vraket idag
Skrovet har kollapsat eftersom alla sammanhållande bultar och band av järn rostat sönder. Fartyget som varit komplett och välbevarat ligger nu i något som liknar en hög av plockepinn. Hon står med aktern mot den klippa hon stötte på vid förlisningen och har en svag slagsida åt babord. Däcket är intakt  med lastluckor och skylights, likaså finns relingen kvar och på fördäcket står bråspelet. Vraket anses vara ett omtyckt dykmål.
En skeppsmålning av briggen Margareta med fulla segel finns på Roslagsmuseet i Norrtälje. Konstnären är okänd.